# Royal Society of New Zealand
Die Royal Society of New Zealand Te Apārangi (RSNZ) ist eine nationale Akademie der Wissenschaften mit dem Auftrag, Wissenschaft und Technologie in Bildungseinrichtungen, sowie in Industrie und Gesellschaft durch Veröffentlichungen, Vorträgen, Beratungen und Auszeichnungen für besondere Leistungen, in Neuseeland zu fördern und zu unterstützen.
Die Royal Society of New Zealand ist eine Gelehrtengesellschaft nach dem Vorbild der britischen Royal Society mit Sitz in Wellington. Sie stellt eine Föderation von etwa 60 wissenschaftlichen und technologischen Gesellschaften dar, hat derzeit über 1200 Mitglieder, 330 gewählte wissenschaftliche Mitglieder und 10 regionale Vertretungen. Zusammengenommen geht man davon aus, dass unter dem Dach der Gesellschaft nahezu 20.000 Wissenschaftler, Ingenieure und Techniker ihren Informations- und Erfahrungsaustausch pflegen und Interessierten ihr Wissen zur Verfügung stellen.

## Geschichte
Die Ursprünge gehen auf das Jahr 1867 zurück, mit einer differenzierten Sichtweise vielleicht schon sogar auf das Jahr 1851. (s. u.)
Am 10. Oktober 1867 verfügte das General Assembly of New Zealand ein Institut zu gründen, welches erstens geologische Untersuchungen in der Kolonie Neuseeland ausführen sollte und zweitens eine öffentliche Bibliothek, ein öffentliches Museum und ein Laboratorium in der Stadt Wellington zu organisieren und zu betreiben. Außerdem galt der Auftrag, wissenschaftliches Studium in der Kunst, Literatur und Philosophie zu fördern. Mit dem The New Zealand Institute Act, 1867 wurde schließlich das The New Zealand Institute gegründet, welches definitiv der Vorläufer der Royal Society of New Zealand war.
Das Gesetz autorisierte u. a. den damaligen Gouverneur George Edward Grey (1812–1898) Personen zu ernennen und mit geologischen Untersuchungen im Lande direkt zu beauftragen. Mit der Leitung des Instituts wurde der schottischstämmige Geologe und Forscher James Hector (1834–1907) beauftragt, der 1903 nach seinem Übergang in den Ruhestand dann von 1905 bis 1907 der Präsident des Institutes wurde und für seine Verdienste für die Wissenschaft und für den Aufbau des Instituts zum Ritter geschlagen wurde. Eine jährlich verliehene Auszeichnung, die Hector Memorial Medal, erinnert an diesen Mann. Nach seinem Tod wurde 1908 durch den New Zealand Institute Act, 1908 das "The" aus der Institutsbezeichnung gestrichen.
Am 6. Dezember 1933 wurde mit dem Royal Society of New Zealand Act, 1933 das New Zealand Institute reorganisiert und mit der Erlaubnis der britischen Krone durch King George V. als eine unabhängige Organisation, allerdings unter der Mitwirkung des Ministers für Wissenschaft und Industrielle Forschung im Führungsgremium, unter der heutigen Bezeichnung weitergeführt.

## 2. Sichtweise
Bereits am 2. Juli 1851 wurde in Wellington eine Gesellschaft gegründet, die in den Zielen ähnlich, aber zeitlich dem The New Zealand Institute voraus war. Es war die New Zealand Society, in der man sich mit dem Gedanken befasste, die Kultur, Natur und Ressourcen Neuseelands wissenschaftlich zu erforschen, zu dokumentieren und zum Nutzen des Landes zu fördern. Auch mit in der 50-köpfigen Gründungsversammlung dabei, war der Gouverneur George Edward Grey, dem auch gleich die Präsidentschaft übertragen wurde. Nachdem Grey 1854 die Gouverneurschaft der Kapkolonie, dem heutigen Südafrika, übernommen hatte, wurde es still um diese Gesellschaft. Sie konnte wohl auch nach Greys Rückkehr 1862 nicht wirklich wiederbelebt werden. Am 7. April 1868 wurde nach einigen vorangegangenen Versammlungen schließlich die New Zealand Society in Wellington Philosophical Society umbenannt und als ein Zweig des The New Zealand Institute weiter geführt.

## Anmerkung
- Das Institut ist eine reine Interessenvertretung namhafter neuseeländischer und ausländischer Firmen, die angeben, als sogenannte Denkfabrik zu einem besseren und erfolgreicheren Neuseeland in deren Sichtweise beizutragen. Dies Institut hat aber nichts mit der Royal Society of New Zealand, mit ihrer Geschichte oder ihren angeschlossenen Instituten und Gesellschaften zu tun.

Frühere Namen sind New Zealand Institute und Royal Society of New Zealand.